# Washington (Schiff, 1941)
Die USS Washington (BB-56) war ein Schlachtschiff der United States Navy und das zweite Schiff der North-Carolina-Klasse. Zusammen mit ihrem Schwesterschiff North Carolina wurde sie im Zweiten Weltkrieg eingesetzt.

## Entwicklungsgeschichte
Der auf der Washingtoner Flottenkonferenz von 1922 vereinbarte zehnjährige Baustopp für Großkampfschiffe führte zu einer insgesamt 14-jährigen Pause im US-amerikanischen Schlachtschiffbau (seit der Indienststellung der West Virginia 1923). Dennoch wurden in diesem Zeitraum zahlreiche Entwürfe für neue Großkampfschiffe in Auftrag gegeben und erstellt. Die Londoner Flottenabkommen von 1930 und 1936 beschränkten jedoch die Überlegungen weiter. Beispielsweise durfte die Standardverdrängung 35.000 ts nicht überschreiten, des Weiteren wurde eine Begrenzung des Kalibers der Hauptbewaffnung auf 35,6 cm angepeilt. Letzteres konnte jedoch aufgrund des Widerstands von Frankreich und Japan nicht vertraglich festgelegt werden und blieb eine Empfehlung. Von diesen Vorgaben ausgehend wurde die Entwurfsarbeiten im Mai 1935 aufgenommen, da mit dem Beginn des Jahres 1937 die vereinbarte Baupause enden sollte. Obwohl der fast fertige Entwurf bereits im Oktober 1936 vorlag, erging der Bauauftrag für zwei Einheiten erst am 1. August 1937. Der Grund hierfür war die Weigerung der amerikanischen Regierung, als erste Nation den Schlachtschiffbau wiederaufzunehmen. Daher wurde verfügt, dass erst mit den Bauarbeiten begonnen werden durfte, wenn andere Staaten Großkampfschiffe vergleichbarer Tonnage auf Kiel legten. Die Bewaffnung der North-Carolina-Klasse mit 406-mm-Geschützen ist auf einen Wechsel des Kalibers zurückzuführen, der erst nach dem Baubeginn des Typschiffs erfolgte.

## Entwurf
North Carolina und Washington waren die ersten Schlachtschiffe der US Navy, die in Längsspantenbauweise konstruiert wurden. Diese Entwicklung führte zu einer ungewöhnlichen Form des Achterschiffs, bei dem die beiden inneren Antriebswellen in einem speziell geformten Teil des Rumpfs, „Kielhacke“ genannt, untergebracht waren. Der Entwurf ermöglichte die Verwendung von Doppelrudern, was zu einer guten Manövrierbarkeit bei einem kleinen Wendekreis führte. Im Gegenzug galt der Schiffskörper jedoch insgesamt als recht beengt, was nicht zuletzt den Vertragsvorgaben geschuldet war. Die Verwendung von Längsspanten ermöglichte die Konstruktion eines speziellen Unterwasserschutzes: Auf jeder Schiffsseite wurden drei Längsschotten eingezogen, von denen jeweils das innerste durch stärkere Panzerung als Torpedoschott ausgelegt war. Neben den sechs inneren Schotten wurden je zwei weitere äußere eingebaut, die zusammen mit einem Torpedowulst das Schutzsystem vervollständigten. Die aus vier Turbinensätzen bestehende Antriebsanlage arbeitete nach dem Hochdruckheißdampf-Prinzip und stellte damit ebenfalls eine Neuerung im Schlachtschiffbau der Vereinigten Staaten dar. Die vier Maschinenräume, jeder zwei Kessel und einen Turbinensatz enthaltend, waren hintereinander angeordnet und jeweils für den Antrieb einer Welle zuständig.
Die Einführung von 406-mm-Geschützen erfolgte bereits bei der Maryland 1921, für die North-Carolina-Klasse kam jedoch ein moderneres und zugleich leichteres Modell zum Einsatz, das schwerere Granaten dank einer größeren Rohrerhöhung über eine weitere Entfernung verschießen konnte. North Carolina und Washington waren außerdem die ersten Schlachtschiffe der amerikanischen Marine, die für den Einbau von 127-mm-Mehrzweckgeschützen L/38 samt den dazugehörigen Feuerleitanlagen konzipiert waren. Dieses Prinzip wurde für den gesamten weiteren Schlachtschiffbau bis zur Iowa- und der geplanten Montana-Klasse fortgesetzt. Die Schiffe der North-Carolina-Klasse waren die ersten US-Großkampfschiffe, bei denen auf eine Torpedobewaffnung verzichtet und die mit Bordflugzeugen ausgestattet in Dienst gestellt wurden.

## Modifizierungen
Die wichtigsten Änderungen an den Schiffen North-Carolina-Klasse betrafen die Ausstattung mit Radar und zusätzlichen bzw. verbesserten Flugabwehreinrichtungen. Bereits Anfang 1942 erfolgte die Installation des radargestützten Luftüberwachungssystems vom Typ CXAM, daran schlossen sich später Feuerleitradar für schwere und Mittelartillerie sowie das SG-Radar zur Überwachung des Seeraumes an. Im Herbst 1942 wurden auf der Washington acht zusätzliche 28-mm-Fla-MK in zwei Vierlingslafetten eingebaut, bevor im Herbst der Austausch der gesamten 28-mm-Ausrüstung durch anfänglich zehn, später fünfzehn 40-mm-Vierlingslafetten erfolgte. An 12,7-mm-Fla-MG waren bis Juni 1942 28 Rohre an Bord, die im April um zwanzig Oerlikon-Maschinenkanonen ergänzt worden waren. Die 20-mm-Bewaffnung wurde bis zum Herbst 1942 auf vierzig Einzellafetten verdoppelt. Im April 1943 besaß die Washington insgesamt 64 Einzel- und Zwillings-20-mm-MK, nachdem Ende des Vorjahres die gesamte 127-mm-Ausrüstung von Bord gegeben worden war. Zur Zeit der japanischen Kapitulation führte die Washington neben den fünfzehn 40-mm-Vierlingen insgesamt 83 Geschütze vom Kaliber 20 mm in acht Doppel-, 63 Einzel- und einer Vierlingslafette, die im April 1944 hinzugefügt wurde.

## Einsatz

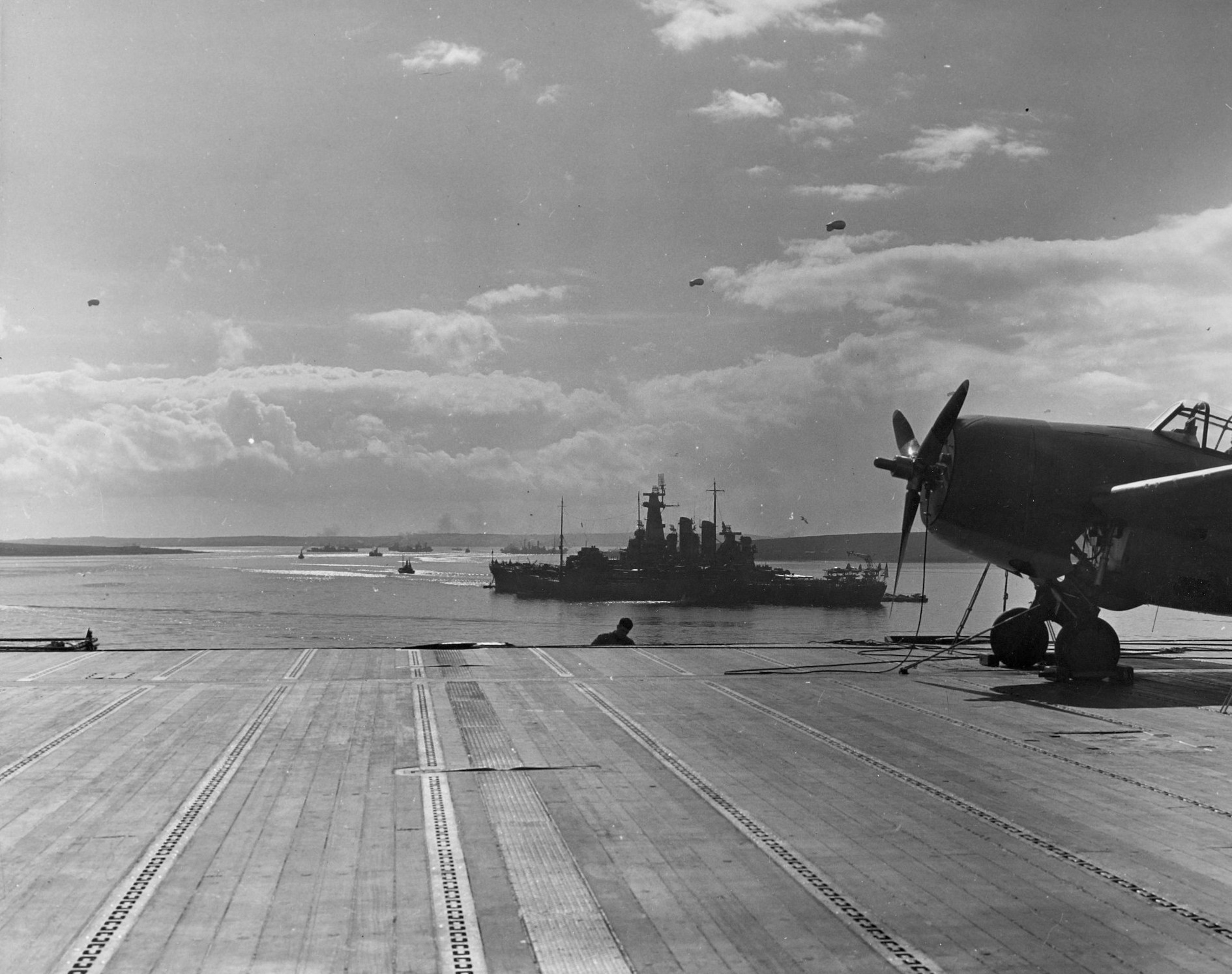
USS Washington in Scapa Flow 1942

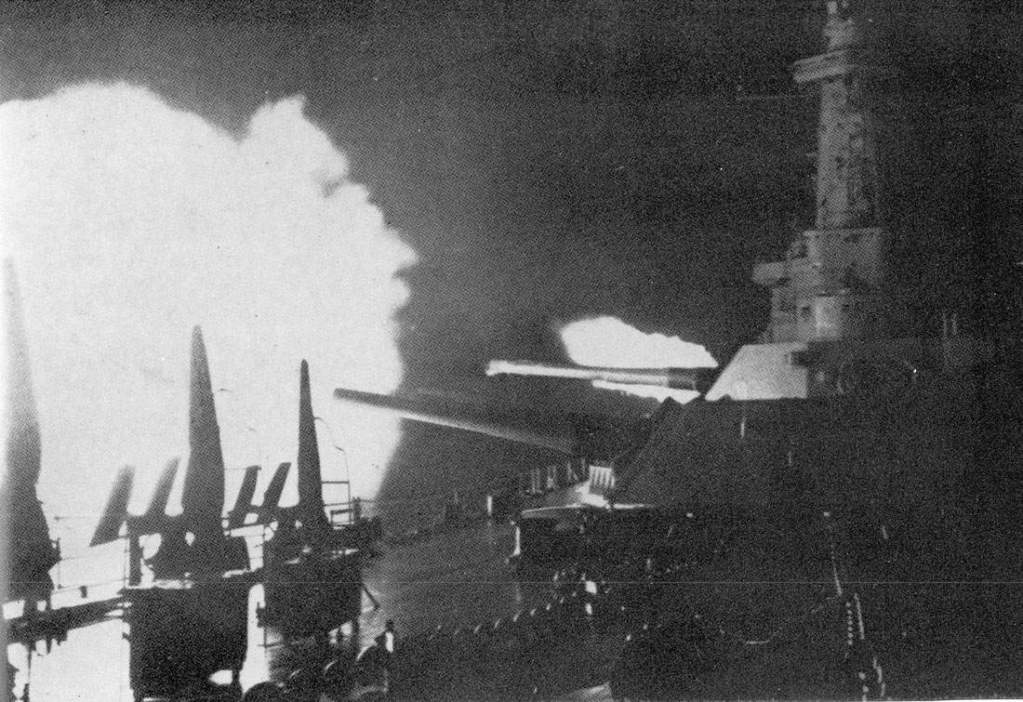
Washington feuert eine Breitseite (frühestens 1943)

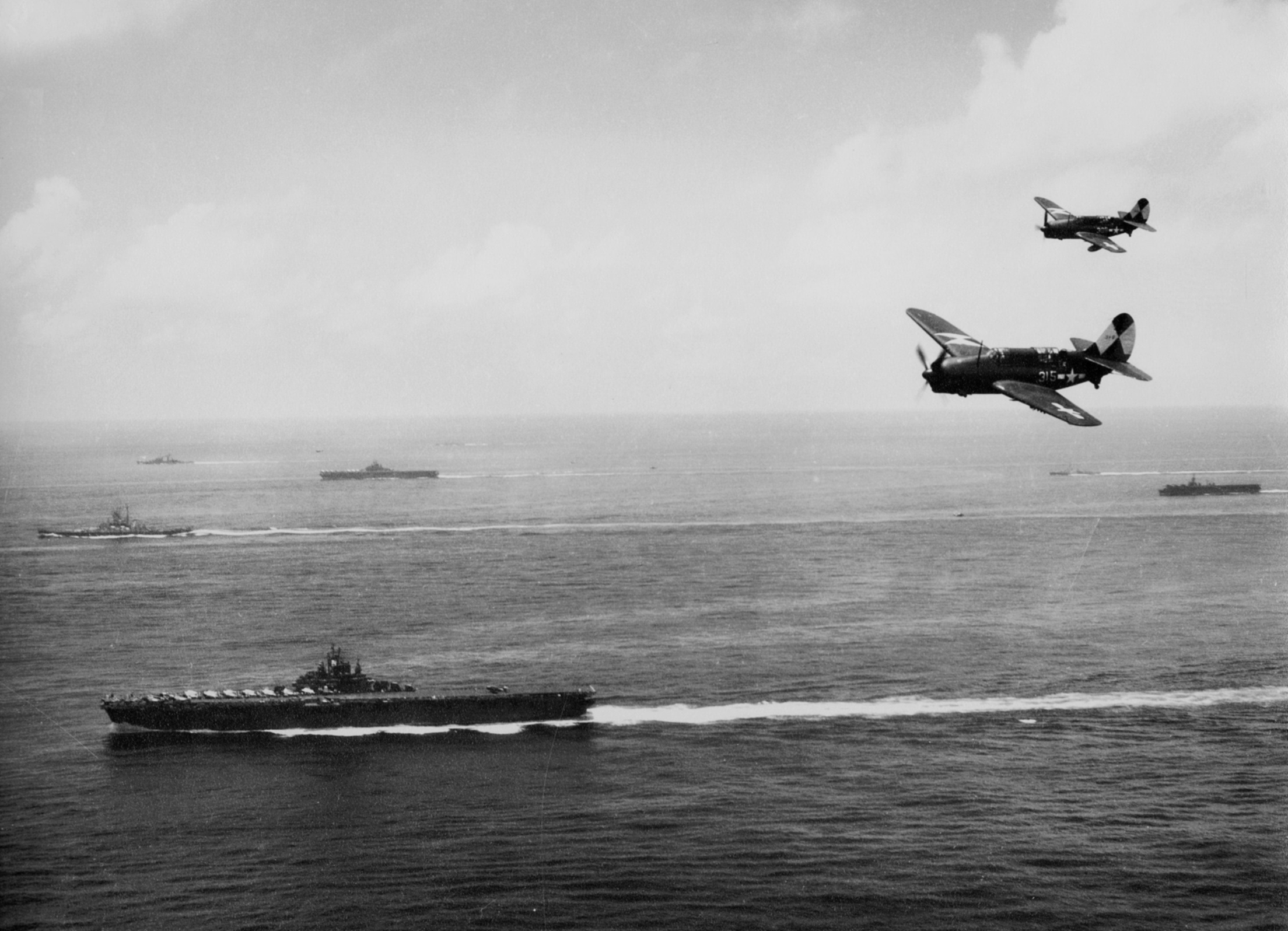
TG 38.3 bei Okinawa 1945 (im Bild Washington und Essex)

Die Washington bildete im März 1942 mit dem Flugzeugträger Wasp, den Schweren Kreuzern Tuscaloosa und Wichita sowie acht Zerstörern die Task Force 39, die in der Atlantikschlacht die britische Home Fleet unterstützen sollte. Auf der Überfahrt nach Scapa Flow ging der Befehlshaber der TF 39, Konteradmiral John Wilcox, unter bis heute ungeklärten Umständen über Bord.
Zu den Aufgaben der Taskforce gehörten die Fernsicherung gegen einen Ausbruch der Tirpitz aus Norwegen und das Freisetzen von britischen Einheiten, die auf anderen Kriegsschauplätzen wie dem Indischen Ozean dringend benötigt wurden. Von April bis Juni war die Washington an der Konvoisicherung von Nordmeergeleitzügen beteiligt, bevor sie im Juli 1942 in die Vereinigten Staaten zurückkehrte. Nach einer Werftliegezeit in New York wurde sie im August durch den Panamakanal in den Pazifik verlegt und traf im September in Tonga ein. Sie stieß im Zuge der Schlacht um die Salomonen zur TF 17, mit der sie den Nachschub für die Landungstruppen auf Guadalcanal gegen japanische Angriffe deckte. Dieser Einsatz gipfelte in der Seeschlacht von Cape Esperance am 11. und 12. Oktober 1942. Ende Oktober entging die Washington, mittlerweile zur TF 64 gehörend, nur knapp einem Torpedo des japanischen U-Boots I-15.
Die TF 64, zu der auch das Schlachtschiff South Dakota und einige Zerstörer zählten, traf am 14./15. November 1942 während der Seeschlacht von Guadalcanal auf die japanische 2. Flotte. Im anschließenden Gefecht wurden drei amerikanische Zerstörer versenkt und die South Dakota so stark beschädigt, dass ihre gesamte Bordelektronik und somit ihr Radar ausfielen. Das praktisch wehrlose Schiff geriet unter konzentriertes Feuer des Schlachtkreuzers Kirishima und zweier schwerer Kreuzer. Die von den Japanern bis dahin unentdeckte Washington schloss in der Dunkelheit auf und feuerte mehrere treffgenaue – da radargeleitete – Salven auf kurze Entfernung, mit denen sie die Kirishima zerstörte.
Die Washington diente daraufhin noch bis zum April mit der TF 11 und der TF 16 in den Salomonen, bevor sie im Mai zur Überholung nach Pearl Harbor verlegte. Nach Übungseinsätzen mit Flugzeugträgern in den Neuen Hebriden nahm die Washington, erneut zusammen mit der South Dakota und nun in der Taskgroup (TG) 50.1 organisiert, an den Landungen auf den Gilbert-Inseln im November 1943 teil.
Zur Jahreswende 1943/44 bildete sie mit der Massachusetts und der Indiana einen Teil der TG 58.1, die im Januar/Februar Angriffe auf das Maleolap- und das Kwajalein-Atoll um die Landungen auf den Marshallinseln zu unterstützen. Dabei kam es zu einer Kollision der Washington mit der Indiana. Erstere konnte nach Notreparaturen auf dem Majuro-Atoll und in Pearl Harbor sowie einer endgültigen Wiederinstandsetzung in Bremerton erst Ende Mai auf den pazifischen Kriegsschauplatz zurückkehren.
Im Juni 1944 deckte die Washington Luftangriffe auf die Marianen und die Vulcan-Inseln. An der darauffolgenden Schlacht in der Philippinensee war sie ebenfalls beteiligt. Daran schlossen sich bis Ende September Küstenbeschussaufgaben im Zuge der Landungen auf Peleliu und die erneute Deckung von Luftangriffen, diesmal auf die Philippinen, an. Im Oktober gehörte die Washington der TG 38.3 an, deren Aufgabe es war, die japanischen Luftstreitkräfte auf Okinawa, Luzon, Formosa und Mindoro auszuschalten. Diese Mission dauerte bis Ende Januar 1945, bevor die Washington im Februar die TG 58.4 bei Angriffen auf das japanische Mutterland sicherte, um die Landung auf Iwo-Jima zu unterstützen. Sie nahm auch am Beschuss dieser Insel zusammen mit ihrem Schwesterschiff North Carolina teil, bevor sie zur TF 58 zurückkehrte.
Vom 8. April 1945 an unterstützte die Washington noch die Landungen auf Okinawa, bevor sie Anfang Juni den Rückmarsch in die USA antrat, um eine Werftliegezeit zu absolvieren, die bis nach dem Kriegsende dauerte. Wieder in den Atlantik verlegt, führte sie eine Magic-Carpet-Fahrt nach Großbritannien durch, bevor am 27. Juni 1947 außer Dienst gestellt und aufgelegt wurde. Am 1. Juni 1960 erfolgte die Streichung aus der Flottenliste, das Schiff wurde schließlich am 24. Mai 1961 zum Verschrotten in Newark verkauft.